# Guldgrenadill
Guldgrenadill (Passiflora laurifolia) är en art i passionsblomssläktet inom familjen passionsblommeväxter. Arten är vildväxande i Västindien, norra Sydamerika, söderut till Brasilien och östra Peru.

## Beskrivning
Arten är en kraftigväxande lian 10-15 m. Stammar rundade. Blad smalt äggrunda till avlånga, kala, 6-12,5 cm långa, 2-2,5 cm breda. Blommor hängande, till 7,5 cm i diameter, kronbladen är blåvita eller blå med purpur prickar eller fläckar, foderbladen är grönvita, de är större än kronbladen. Bikrona i 6 serier, bandad i purpurött, blått, violett och vitt. Frukten är 5-8 cm lång, äggformad, ätlig och välsmakande, gul till orange som mogen. 
Namnet laurifolia (lat.) betyder med blad som lager.

## Odling
Storväxt och passar kanske inte som klassisk krukväxt men kan bli mycket vacker i ett uterum. Den kräver dock stora krukor för att komma till sin rätt. Solig placering. Föredrar en väldränerad och näringsrik jord. Övervintras vid ca 15 °C, men klarar tillfälligt lägre. Kräver god tillgång till näring och bör hållas jämnt fuktig året om. Förökas med frön eller sticklingar. Blommar sparsamt i kultur.

## Synonymer
- Passiflora acuminata de Candolle, 1828
- Passiflora oblongifolia Pulle, 1906
- Passiflora tinifolia Jussieu, 1805